# Adsorpcija
Adsorpcija je proces koji se dešava kada se gasni ili tečni rastvor akumulira na površini nekog čvrstog materijala ili, ređe, tečnosti (adsorbenta), formirajući molekularni ili atomski film (adsorbat). Ovaj pojam se često zamjenjuje sa pojmom apsorpcije, međutim reč je o sasvim drugačijem procesu. Oba ova procesa se mogu nazvati sorpcijama, dok je suprotan proces nazvan desorpcija. Adsorpcija je površinski fenomen, dok apsorpcija obuhvata celu zapreminu materijala, iako adsorpcija često prethodi apsorpciji. Termin sorpcija obuhvata oba procesa, dok je desorpcija reverzni proces.

Povećanje koncentracije supstance na granici kondenzovanog i tečnog ili gasovitog sloja usled delovanja površinskih sila.
Napomena 1: Adsorpcija proteina je od velike važnosti kada je materijal u kontaktu sa krvlju ili telesnim tečnostima. U slučaju krvi, albumin, koji je u velikoj meri predominantan, se generalno prvo adsorbuje, a zatim dolazi do preraspoređivanja u korist drugih manjih proteina u skladu sa površinskom afinitetom prema izboru po zakonu mase (Vromanov efekat).
Napomena 2: Adsorbovani molekuli su oni koji su otporni na pranje istim rastvaračem u slučaju adsorpcije iz rastvora. Uslovi pranja mogu tako da modifikuju rezultate merenja, posebno kada je energija interakcije niska.

Kao i površinski napon, adsorpcija je posledica površinske energije. U rasutom materijalu, sve zahteve vezivanja (bilo da su jonski, kovalentni ili metalni) sastavnih atoma materijala ispunjavaju drugi atomi u materijalu. Međutim, atomi na površini adsorbenta nisu u potpunosti okruženi drugim atomima adsorbenta i stoga mogu privući adsorbate. Tačna priroda vezivanja zavisi od detalja uključenih vrsta, ali proces adsorpcije se generalno klasifikuje kao fiziosorpcija (karakteristična za slabe van der Valsove sile) ili hemisorpcija (karakteristična za kovalentno vezivanje). Može se pojaviti i zbog elektrostatičke privlačnosti.
Adsorpcija je operativna u većini prirodnih, bioloških i hemijskih sistema, te je široko upotrijebljena u industriji, kao heterogena kataliza, pri prečišćavanju voda, princip aktivnog uglja itd. U analitičkoj hemiji, naročito u tehnikama poput hromatografije i izmene jona, adsorpcija igra važnu ulogu tako da od odabira selektivno određenih adsorbensa, zavisi krajnji rezultat ispitivanja.
Osnova adsorpcije leži u energiji površine materijala. U većini materijala, svi atomi i molekuli imaju određene veze (bilo jonske, kovalentne ili metalne prirode) sa drugim atomima i molekulama. Izuzetak predstavljaju atomi koji se nalaze na površini materijala, jer nisu potpuno okruženi sa drugim atomima. Iz tog razloga, ti atomi imaju afinitet (veći ili manji) da formiraju veze s nekim drugim atomom koji se nađe u blizini.
Reč „adsorpcija“ skovao je 1881. nemački fizičar Hajnrih Kajzer (1853–1940).

## Izoterme
Adsorpcija gasova i rastvorenih materija se obično opisuje pomoću izoterma, to jest, količina adsorbata na adsorbentu kao funkcija njegovog pritiska (ako je gas) ili koncentracije (za rastvorene supstance u tečnoj fazi) na konstantnoj temperaturi. Adsorbovana količina je skoro uvek normalizovana masom adsorbenta da bi se omogućilo poređenje različitih materijala. Do danas je razvijeno 15 različitih modela izotermi.

## Adsorbenti
Adsorbenti su obično materijali u formi praha, cevi ili monolita sa hidrodinamičkom veličinom svojih čestica između 0,5 i 10 . Potrebno je da imaju veliku otpornost na abraziju, visoku termalnu stabilnost i mali prečnik mikropora, jer je kapacitet adsorbenta zavisan od veličine njegove površine. Postoje različiti tipovi industrijskih adsorbenata:
- Adsorbenti koji sadrže kiseonik - uglavnom su hidrofilni i polarni poput silikagela i zeolita
- Adsorbenti koji sadrže ugljenik - obično su hidrofobni i nepolarni poput aktivnog uglja
- Adsorbenti koji sadrže polimere - oni su polarne ili nepolarne funkcionalne grupe u poroznoj polimernoj matrici

## Zahvatanje i skladištenje ugljenika
Tipični adsorbenti predloženi za hvatanje i skladištenje ugljenika su zeoliti i MOF materijali. Prilagođavanje adsorbenata čini ih potencijalno atraktivnom alternativom za apsorpciju. Pošto se adsorbenti mogu regenerisati promenama temperature ili pritiska, ovaj korak može biti manje energetski intenzivan od metoda apsorpcione regeneracije. Glavni problemi koji su prisutni u vezi sa troškovima adsorpcije pri hvatanju ugljenika su: regeneracija adsorbenta, maseni odnos, rastvarač/MOF, cena adsorbenta, proizvodnja adsorbenta, životni vek adsorbenta.
U tehnologiji poboljšane sorpcije vodenog gasa (SEWGS), proces hvatanja ugljenika pre sagorevanja, zasnovan na čvrstoj adsorpciji, kombinuje se sa reakcijom pomeranja vodenog gasa (WGS) kako bi se proizvela struja vodonika pod visokim pritiskom. Proizvedeni CO2 tok se može skladištiti ili koristiti za druge industrijske procese.

## Adsorpcija proteina i surfaktanata
Adsorpcija proteina je proces koji ima fundamentalnu ulogu u oblasti biomaterijala. Zaista, površine biomaterijala u kontaktu sa biološkim medijima, kao što su krv ili serum, odmah su prevučene proteinima. Dakle, žive ćelije nemaju direktnu interakciju sa površinom biomaterijala, već sa adsorbovanim proteinskim slojem. Ovaj proteinski sloj posreduje u interakciji između biomaterijala i ćelija, prevodeći fizička i hemijska svojstva biomaterijala na „biološki jezik“. U stvari, receptori ćelijske membrane se vezuju za bioaktivna mesta proteinskog sloja i ovi događaji vezivanja receptor-protein se transduciraju, kroz ćelijsku membranu, na način koji stimuliše specifične unutarćelijske procese koji zatim određuju ćelijsku adheziju, oblik, rast i diferencijaciju. Na adsorpciju proteina utiču mnoga svojstva površine kao što su kvašenje površine, hemijski sastav površine i morfologija površine nanometarske skale. Adsorpcija surfaktanta je sličan fenomen, ali koristi molekule surfaktanta umesto proteina.

## Literatura
- Cussler, E. L. (1997). Diffusion: Mass Transfer in Fluid Systems (2nd изд.). New York: Cambridge University Press. стр. 308-330. ISBN 978-0-521-45078-2.
- Narayan, R. L.; King, T. S. (1998). „Hydrogen adsorption states on silica-supported Ru-Ag and Ru-Cu bimetallic catalysts investigated via microcalorimetry”. Thermochimica Acta. 312 (1–2): 105—114. Bibcode:1998TcAc..312..105N. doi:10.1016/S0040-6031(97)00444-9.
- C. Zupanc, A. Hornung, O. Hinrichsen i M. Muhler: The Interaction of Hydrogen with Ru/MgO Catalysts, Journal of Catalysis, 2002, vol. 209, pp. 501-514.

## Spoljašnje veze
- Adsorpcija sa aktivnim ugljenom
- Derivation of Langmuir and BET isotherms, at JHU.edu
- Carbon Adsorption, at MEGTEC.com